# Micromus jacobsoni
Micromus jacobsoni is een insect uit de familie van de bruine gaasvliegen (Hemerobiidae), die tot de orde netvleugeligen (Neuroptera) behoort. 
Micromus jacobsoni is voor het eerst wetenschappelijk beschreven door Esben-Petersen in 1926.